# Johannes Hertel (Politiker)
Johannes Max Paul Hertel, auch Hans Hertel (* 6. April 1908 in Schweidnitz; † 5. Juni 1982 in Bremen), war ein deutscher Politiker in der rechtsextremen Deutschen Reichspartei (DRP) und Abgeordneter des Niedersächsischen Landtages.

## Leben
Nach dem Besuch der Vorschule Schweidnitz von 1914 bis 1917 und des Realgymnasiums von 1917 bis 1923 bestand Hertel im Februar 1928 die Prüfung für praktische Kaufleute in Königsberg. Im April desselben Jahres bestand er die Ersatzreifeprüfung für studierende Kaufleute. Im Mai 1929 bestand er die Prüfung zum Dipl.-Kaufmann und im Juli 1930 die Prüfung zum Dipl.-Handelslehrer. Von 1931 bis 1938 war er Buchhalter beim Unternehmen Koerner KG im schlesischen Sandberg. Von 1938 bis 1945 war er verantwortlich für Organisation und Bilanzen im Berliner Büro der Werksgruppe Schwarz.
Hertel trat zum 1. September 1928 der NSDAP bei (Mitgliedsnummer 99.305). Von 1929 bis 1934 war er Kreisleiter in Waldenburg (Schlesien). 1934 wechselte er nach Berlin. Nach eigenen Angaben gegenüber der Reichsschrifttumskammer war Hertel seit 1938 Mitglied der SS (SS-Nummer 293.226). Von 1934 bis 1945 gehörte er der DAF und von 1933 bis 1945 der NSV an. Darüber hinaus war er Mitglied in der Reichspressekammer und im Reichsverband der Deutschen Presse und gehörte von 1926 bis 1931 der Deutschen Studentenschaft an.
Nach militärischer Ausbildung in den Jahren 1936 bis 1938 erfolgten Kriegseinsätze in den Jahren 1939, 1940 und 1942; Hertel erreichte dabei mindestens den Rang eines Leutnants. Bei Kriegsende beteiligte er sich als Kompanieführer im Volkssturm-Bataillon Wilhelmsplatz unter Werner Naumann an den letzten Kämpfen im Berliner Regierungsviertel.
Nach Kriegsende war Hertel Mitarbeiter im Zentralverband vertriebener Deutscher, einer Vorläuferorganisation des Bundes der Vertriebenen; zudem betätigte er sich als Journalist. Später arbeitete er als Handelslehrer an der Städtischen Handelslehranstalt in Oldenburg.
1950 wurde Hertel Mitglied des Bundes der Heimatvertriebenen und Entrechteten; zudem wird er dem Naumann-Kreis zugerechnet. 1952 wechselte Hertel zur DRP. Nach der Aufdeckung des Naumann-Kreises stellte er Naumann im DRP-Parteiblatt Das Ziel als „Kandidaten nicht einer Partei“, sondern als „überparteilichen Vertreter des nationalen Deutschlands im Kampf gegen jede Willkür“ vor. Naumann, den Hertel bereits aus dessen Studentenzeit in Breslau kannte, kandidierte später für die DRP. 1953 wurde Hertel Mitglied der DRP-Leitung; ab 1954 war er der DRP-Landesvorsitzende für Niedersachsen. Unter dem Einfluss Hertels, der sich bereits Ende 1954 für eine Anerkennung der DDR-Regierung ausgesprochen hatte, gewannen in der DRP nationalneutralistische Positionen an Bedeutung.
Am 6. Mai 1955 wurde Hertel in den Niedersächsischen Landtag gewählt. Am 6. Juni 1955 legte er sein Mandat nieder; für ihn rückte Waldemar Schütz nach. Ebenfalls 1955 trat er als Landesvorsitzender zurück. Hintergrund waren Spendenaffären: Persönlich von Hertel entgegengenommene Spenden waren vom Landesverband nicht gegenüber der Bundespartei angegeben worden und damit in vollem Umfang beim Landesverband verblieben. Zudem hatte Hertel im Wahlkampf eine Spende einer Zeitschrift erhalten, die von der DDR finanziert wurde. Hertel blieb bis 1964 DRP-Mitglied.
Zwischen 1973 und 1975 war Hertel Funktionär und Referent des Stahlhelms – Kampfbund für Europa. 1977 gründete er eine als Deutsche Volksfront bezeichnete Organisation, die sich die „Abwehr des Bolschewismus“ zum Ziel setzte und durch einen „Aufstand von unten“ die westdeutschen Parteien zwingen wollte, der deutschen Wiedervereinigung oberste Priorität einzuräumen.
Ab 1973 war Hertel Autor der damals als rechtsextremistisch eingestuften Zeitschrift Mut. Zudem trat Hertel als Redner bei von der Zeitschrift organisierten Veranstaltungen auf, unter anderem im August 1977 bei einer sogenannten Kappler-Entführungsfeier und 1975 bei einem Lesertreffen. Die Indizierung einer Mut-Ausgabe von 1979 wurde unter anderem mit Hertels Beitrag „Internationaler Holocaust“ begründet. Die Politikwissenschaftlerin Katja Eddel nennt Hertel „den bestimmenden Autor“ der Zeitschrift in den 1970er Jahren und ordnet ihn dem „nationalsozialistischen Spektrum innerhalb des Rechtsextremismus“ zu. Seine Beiträge seien von Holocaustleugnung, Rassenhass, Verherrlichung des Nationalsozialismus und Menschenverachtung gekennzeichnet gewesen, so Eddel.
Hertel bestritt die Existenz eines Rechtsextremismus in der Bundesrepublik und bezeichnete sich selbst als überzeugten Demokraten.
Er war seit dem 19. Mai 1933 mit Eleonore Irene Alica geb. Just verheiratet. Die Eheschließung fand in Waldenburg statt. Johannes Hertel starb am 5. Juni 1982 um 04:32 Uhr im Zentralkrankenhaus Bremen-Ost im Alter von 74 Jahren. Er wohnte zuletzt in der Franz-Liszt-Straße 10 in Bremen.